# Gloria Bruni

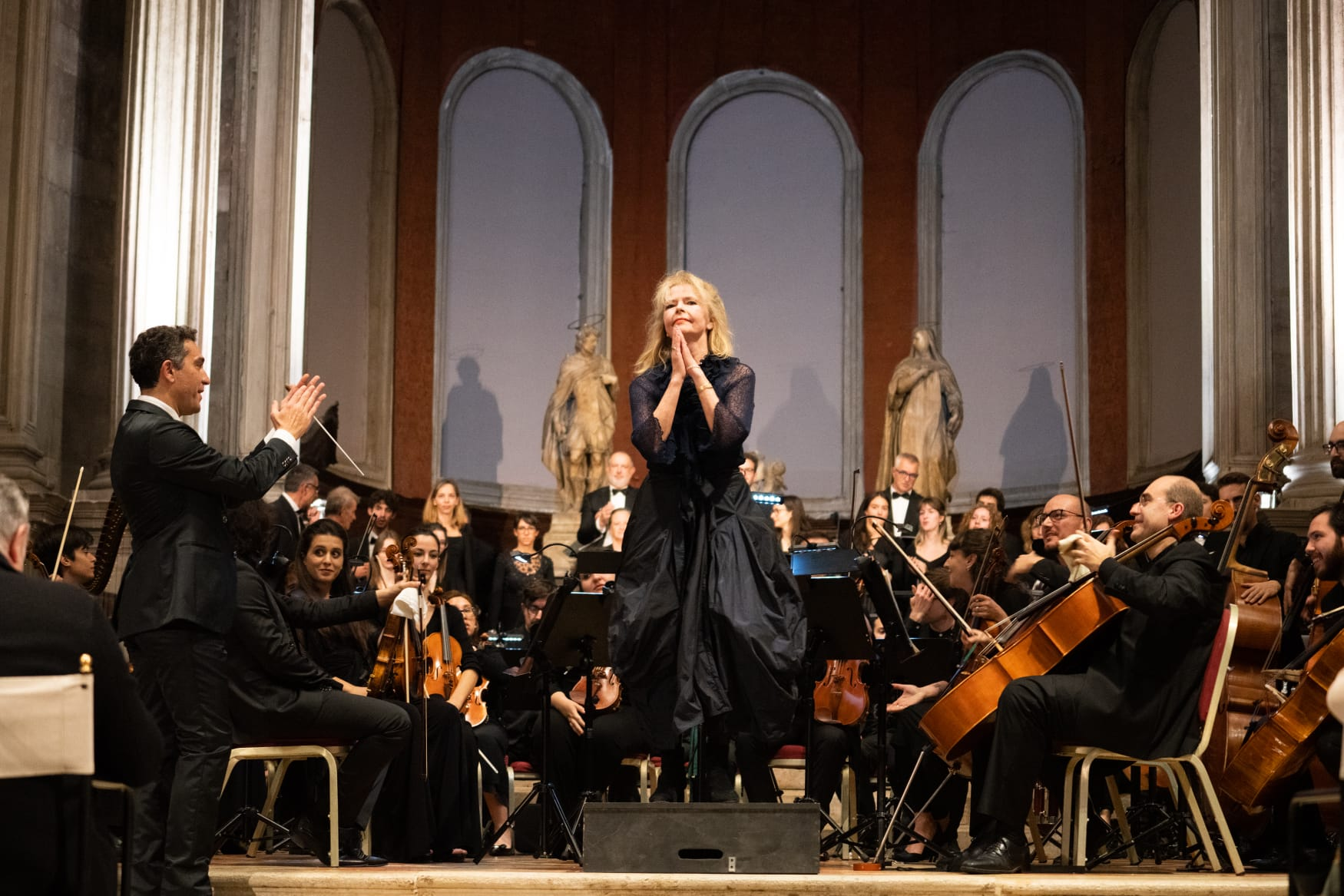

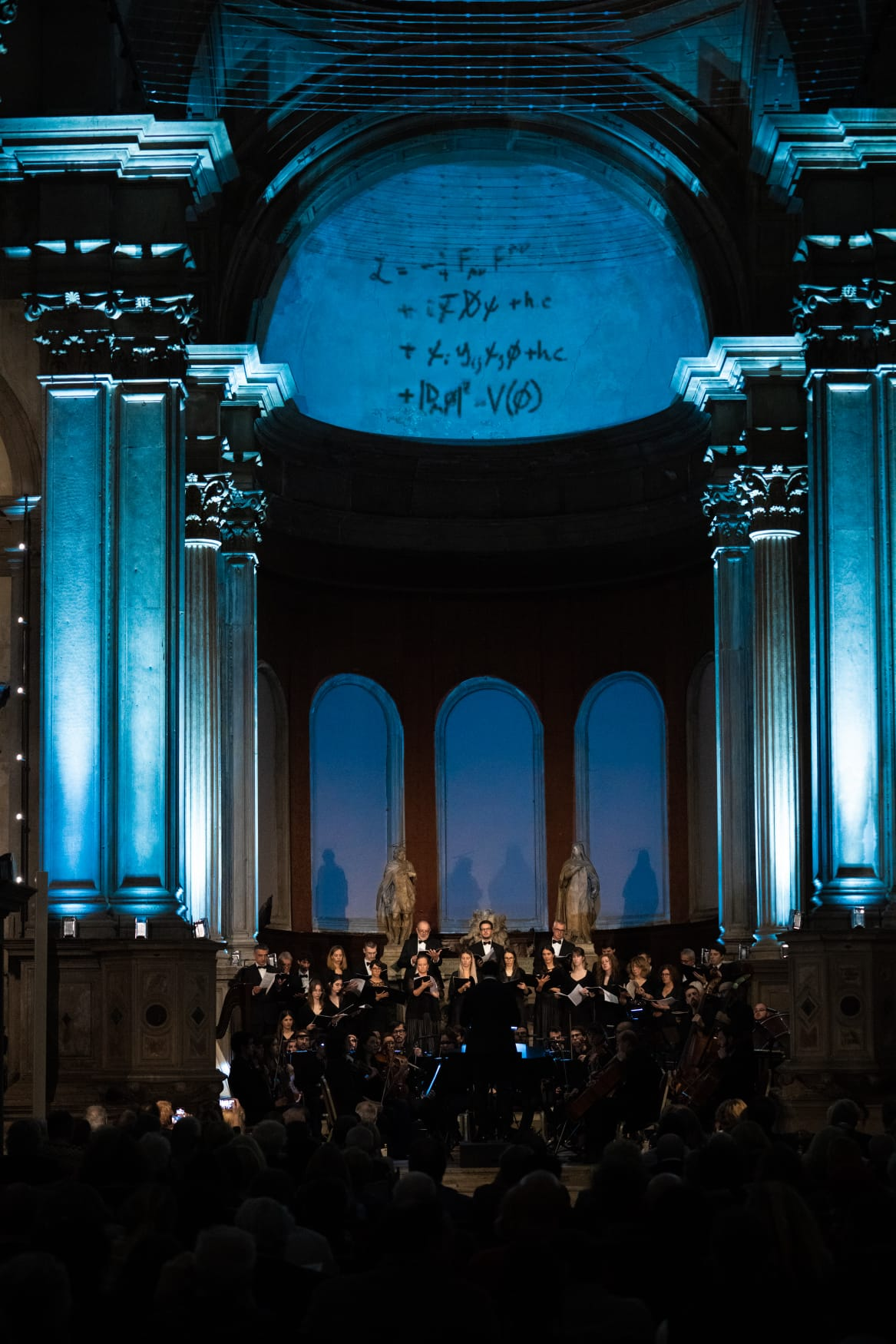

Gloria Bruni (Oschersleben, 1955) è una cantante lirica, violinista e compositrice tedesca.

## Biografia
Gloria Bruni è compositrice e cantante lirica. È nata a Oschersleben / Bode in Harz, in Germania. Cresce ad Amburgo, dove la famiglia si trasferisce per impegni professionali del padre. 
Fin da bambina, Gloria manifesta un precoce interesse per la musica. Naturalmente dotata per il canto, è incentivata dalla sua insegnante di musica a studiare pianoforte e violino ed infine composizione con Diether de la Motte e canto con Naan Pöld ad Amburgo, perfezionandosi poi a Monaco ed a Milano. 
Come violinista si è esibita nella “Camerata Accademica” e con l’orchestra del Mozarteum di Salisburgo. Ha preso parte a vari tour, tra cui quelli che la hanno portata alla Carnegie Hall di New York ed al Kennedy Center di Washington. Come cantante, ha calcato il palco del Puccini Festival di Torre del Lago, de La Scala di Milano, del Dresda Semper Opera House e del Gewandhaus di Lipsia. 

## Opere
ll lavoro di compositrice di Gloria Bruni mira all’essenza della musica, senza condizionamenti, esplorando via via diversi formati musicali in ognuno dei quali è riconoscibile la sua scrittura unica per caratteristiche e versatilità. La musica in tutte le sue espressioni è per Gloria Bruni il linguaggio universale in cui l’essere umano, con i suoi sentimenti, la sua fede, le sue speranze è il centro dell’universo.
Il suo “Requiem a Roma”, per coro e orchestra, è stato eseguito a Roma nel novembre 2000 per la Giornata Internazionale della Politica davanti a Papa Giovanni Paolo II dagli Hamburger Symphoniker e dal Coro delle Voci Bianche di Poznan ed è, successivamente, stato replicato in Polonia, Germania, Austria, Palestina, Israele e Bielorussia. 
Dopo un lungo periodo di preparazione, il musical “The Thorn Birds”, la cui partitura è un perfetto equilibrio tra musical e opera, è stato presentato per la prima volta a Swansea, in Galles, nel 2009, seguito da una lunga tournée nel Regno Unito. Il libretto è stato scritto dalla celebre scrittrice australiana Colleen McCullough, autrice dell'omonimo romanzo, con la quale Gloria Bruni strinse una profonda amicizia.
Da sempre attratta dalla musica lirica, grazie alla sua formazione, Gloria Bruni compone l'opera “Pinocchio”, che debutta nel 2008 alla Laeiszhalle di Amburgo. Il libretto è stato scritto da Ursel Scheffler, nota autrice per l’infanzia. 
Con il patrocinio della Fondazione Collodi, il Teatro San Carlo di Napoli ha messo in scena una propria produzione dell'opera nel 2013, con un adattamento in lingua italiana di Lauro Ferrarini. A questa è seguita un'altra produzione al Teatro Regio di Parma nel 2015. “Pinocchio” comincia così ad avere un importante riconoscimento grazie a grandi produzioni internazionali: in lingua russa a Minsk, Bielorussia (2020), in lingua francese a Losanna, in Svizzera, nel marzo 2023 ed in lingua spagnola al Teatro del Lago di Frutillar, in Cile, nel novembre 2023. Per questo ultimo allestimento l'opera è rivisitata alla luce delle tradizioni cilene, unendo canti lirici, corali e danza contemporanea su adattamento in lingua spagnola firmato da Camila Botero. 
Nel 2012 debutta ad Amburgo la “Sinfonia n.1 - Ringparabel”, per coro e orchestra, dedicata al tema della tolleranza religiosa. La composizione viene rappresentata con successo a Istanbul (2013) e a Minsk (2014). Nel 2018 è stata ripensata in forma di balletto insieme al coreografo e regista Aurelio Gatti ed eseguita davanti al Tempio di Hera a Selinunte ed a Eraclea Minoa, debuttando l’anno successivo al Teatro Bellini di Napoli ed al Teatro Comunale di Treia nelle Marche. 
Nel dicembre 2018 viene commissionata dalla Staatsoper di Amburgo una mini opera che Gloria Bruni compone nell’arco di due mesi e che debutta nello stesso Natale 2018, il cui titolo è “Der verzauberte Pfannkuchen” eseguita da musicisti della Staatsoper e diretta da Kent Nagano, su libretto di Freya Steinhagen ed Eva Maria Schattauer. 
Nel 2021 Gloria Bruni presenta in anteprima mondiale nel Santuario di Lucia a Venezia, con l’ensemble Nova Lux, formato per l’occasione e con il patrocinio del Patriarcato di Venezia, alcune nuove arie di sua composizione fra cui “Madre Mia”, esibendosi anche come cantante lirica. 
Nell’ottobre 2022 ha luogo a Venezia, nella Chiesa di San Fantin, la prima mondiale del concerto “CREAZIONE - Frammenti”, opera per orchestra, solisti e coro, su testi di Lauro Ferrarini fra cui l’adattamento di una poesia di Goethe, “MeeresStille”. In questo nuovo progetto Gloria Bruni, da sempre affascinata dal mistero della creazione dell’universo, mette in musica una sua interpretazione di questo tema, che è sempre stato al centro dell’attenzione di scienziati, filosofi, teologi e artisti. 
È stata questa l’occasione di incontro con il DESY di Amburgo, uno dei centri leader mondiali nella ricerca scientifica e luogo di studi sull’accelerazione delle particelle. “CREAZIONE - Frammenti” è stata eseguita a Venezia dall’Orchestra Arcangelo Corelli e dal Coro Filarmonico Trentino. Replicato nella Hauptkirche St. Katharinen ad Amburgo in aprile 2023, eseguito dagli Hamburger Symphoniker e dall’Internationale Chorakademie, nel settembre 2024 il concerto “CREAZIONE - Frammenti” è stato eseguito a Berlino, nella Kaiser-Wilhelm-Gedächtniskirche per il 70° anniversario del CERN. Per l'occasione con il soprano Gloria Bruni, voce solista, si sono esibiti gli Hamburger Symphoniker, diretti da Wolf Kerschek, il coro Vocalconsort Berlin, con l’aggiunta del coro formato dagli scienziati del DESY e dell'Università di Amburgo. Questi ultimi hanno cantato la “Formula del Tutto", per orchestra e coro, in un brano di Gloria Bruni dedicato all'importante "equazione di Lagrange", che tenta di descrivere il comportamento delle forze fondamentali della natura in un'unica formula matematica. 
Nel luglio 2024 Gloria Bruni è stata ospite d'onore del Festival Cusiano di Musica Antica® sul Lago d'Orta (Novara, Italia). Per questa rassegna, unica nel suo genere a livello internazionale, Gloria Bruni si è esibita come compositrice e soprano nel concerto “Sulle ali del canto”, accompagnata al pianoforte da Ettore Borri, direttore artistico del festival, ed alla chitarra da Lauro Ferrarini. 

Nel 2024 la Fondazione Arena di Verona chiede a Gloria Bruni un ampliamento della mini opera “Der verzauberte Pfannkuchen”. Alcune parti musicali vengono riscritte e sono aggiunte nuove scene con nuove composizioni, mentre il libretto viene riscritto per intero in italiano da Lauro Ferrarini: la rinnovata ed ampliata opera lirica prende il nome di “ Il Pandoro Magico” e debutta nel dicembre 2024 al Teatro Filarmonico, accompagnata dall'Orchestra della Fondazione dell’Arena di Verona.

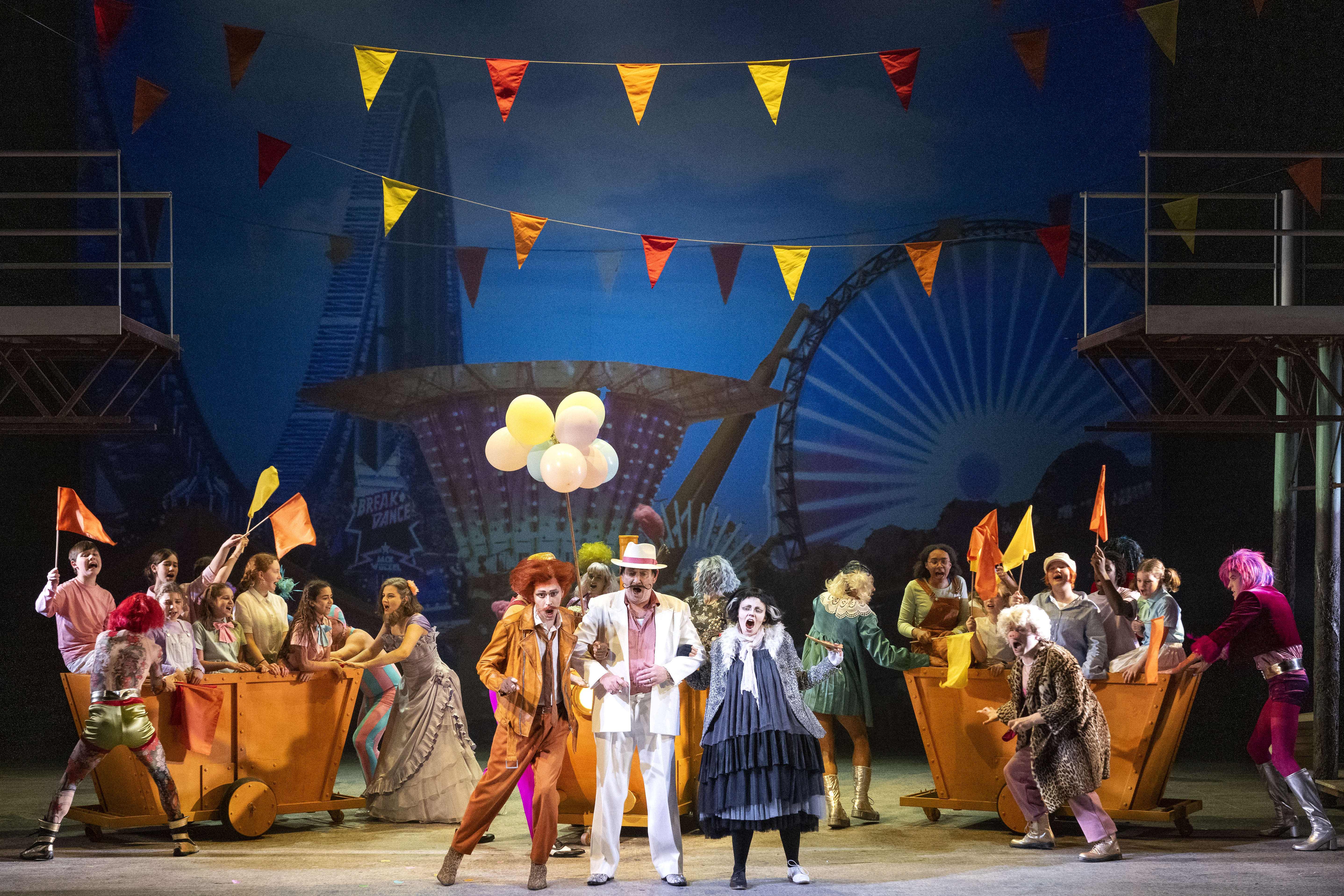

## Discografia
1990: Moments, Polydor 
2001: Requiem a Roma, Arte Nova

## Filmografia
2009: The Thorn Birds, video, ZDF Enterprises 

## Premi
Premio federale dell'Associazione statale di artisti del suono e musicisti come compositore ed esecutore 